# Le Dernier Ours
Le Dernier Ours est un roman de Charlotte Bousquet paru en 2012 chez Rageot dans la collection Thriller.

## Résumé
C'est au Groenland, en 2037, qu’Anuri, le dernier ours né en liberté, vit au zoo de New Copenhague dans le sud du Groenland. Karen, une jeune inuit, est une soigneuse animalière du zoo. L'animal et Karen sont très proches car déjà toute petite la jeune femme s'est rapprochée de l'ours. Svendsen, un brillant bio-généticien, est le cofondateur du zoo, il le dirige avec sa complice, Ava Nielsen. L'animal a agressé deux soigneurs du zoo et Svendsen ordonne de tuer la bête. Mais pour sauver Anuri, Karen, à bord d'une fourgonnette, s'enfuit en compagnie de l'ours...

## Réception
Les critiques sont plutôt positives : celle de Télérama parle d'une histoire « envoutante » et Ricochet-jeunesse d'un « roman passionnant ».